# Troja
 Ovo je glavno značenje pojma Troja. Za druga značenja pogledajte Troja (razdvojba).
Troja, ponekad Ilij u starijim hrvatskim tekstovima (grčki: Τροία, Troia ili Ἴλιον, Ilion; latinski: Troia, Ilium; hetitski: Uilusa ili Truvisa) je legendarni grad i poprište Trojanskog rata, koji je dijelom opisan u Homerovoj Ilijadi, epskoj pjesmi na starogrčkom sastavljenoj u 9. ili 8. stoljeću prije Krista. 
Osim toga, Troja (turski: Truva) je ime arheološkog nalazišta na navodnoj lokaciji homerske Troje u Maloj Aziji, danas mjesto Hissarlik (turski za "Mjesto utvrda") u sjeverozapadnoj Turskoj, u blizini morske obale jugozapadno od Dardanela pod planinom Idom.

## Povijest
Slojevi ruševina ispod citadele u Hisarliku su kronološki nazvane Troja, od I. do IX. s nekim podpodjelama:
- Troja I. (3000. – 2600. pr. Kr.)
- Troja II. (2600. – 2250. pr. Kr.)
- Troja III. (2250. – 2100. pr. Kr.)
- Troja IV. (2100. – 1950. pr. Kr.)
- Troja V. (1900. – 1800. pr. Kr.)
- Troja VI. (1800. – 1600. pr. Kr.)
- Troja VI.h (14. stoljeće pr. Kr.)
- Troja VII.a (oko 1300. – 1190. pr. Kr.) - najvjerojatnija homerova Troja[1]
- Troja VII.b1 (12. stoljeće pr. Kr.)
- Troja VII.b2 (11. stoljeće pr. Kr.)
- Troja VII.b3 (do 950. pr. Kr.)
- Troja VIII. (oko 700. pr. Kr.)
- Troja IX. (1. stoljeće pr. Kr.) - helenistički Ilium

Najstarije naselje na lokalitetu Troje osnovano je u 3. tisućljeću pr. Kr. (brončano doba) i izgleda da je bilo uspješan obrtnički grad koji je kontrolirao morski prolaz Dardanele kroz koji su trgovci putovali iz Egejskog u Crno more. Schliemann je otkrio velika gradska vrata koja su pripadala Troji II., za koju je on vjerovao kako se radi o Homerovoj Troji jer je odgovarala homerovom opisu.
Oko 1900. pr. Kr., zbog hetitskog širenja, došlo je do velike seobe naroda prema zapadu, a gotovo svi gradovi istočno od Troje su uništeni. Prema arheološkim nalazima može se zaključiti da su Trojom zavladali narodi druge kulture. Tu Troju VI. je oko 1300. pr. Kr. uništio snažan potres, što se zaključilo po otrkiću samo jedne strijelice i izostanka mrtvih tijela.
Troja VII.a iz druge polovice 13. stoljeća pr. Kr. identificiran je kao hetitska Uilusa (starogrčki: Ilion) i često se navodi kao homerska Troja, ali ta je tvrdnja i dalje sporna. Ona je uništena ratom o čemu svjedoče nalazi spaljeni vatrom, djelomični ostaci ljudskih tijela sa smrtnim ozljedama na kostima, te nekoliko brončanih strijelica. Troja VII.a je imala gradske zidine čiji su tornjevi imali visinu i do 9 metara, a bastioni su imali promjer 18 x 18 metara. Arheolog Manfred Korfmann, koji ju je iskopao 1980-ih, procijenio je kako se ova Troja VII. rasprostirala na oko 200 km² i imala je populaciju od oko 5. – 10.000 stanovnika.
Troja ja ipak opstala i Troja VII.b ima snažne odlike grčkog utjecaja i navjerojatnije je uništena potresom oko 1020. pr. Kr. i naposljetku napuštena do polovice 10. stoljeća pr. Kr. Od tada je bila nenaseljenom punih 200 godina, a Troja VIII. ja osnovana oko 700. pr. Kr.
Tijekom razdoblja klasične Stare Grčke bila je gotovo nenaseljena, a pod vladavinom rimskog cara Augusta izgrađen je novi grad Ilium na mjestu koje su mnogi smatrali lokacijom legendarnog Ilija. Grad je cvao do utemeljenja Konstantinopola, a pod Bizantom je propadao. Rimski grad Celeia (današnje Celje u Sloveniji) neki su pisci nazivali Troia secunda ("druga Troja").
Njemački je arheolog Heinrich Schliemann iskapao u tom području u 1870-ima. Kasnija su iskapanja otkrila više gradova sagrađenih u različitim razdobljima jedan iznad drugoga. Schliemannov najspektakularniji nalaz je bio tzv. Prijamovo blago (tako ga je nazvao sam Schliemann). Ali još u vrijeme njegovog života su se pojavile prve naznake da bi zlatno blago moglo biti oko 1000 godina starije nego što je Schliemann pretpostavljao.
1980-ih meksički autor Roberto Salinas Price iznio je teoriju o Troji u Gabeli.
Novija iskapanja su pronašla tragove puno starijeg naseljavanja tog područja koja sežu u 5 tisuća godina prije Krista. Od 1998. godine Troja je upisana na UNESCO-ov popis mjesta svjetske baštine u Aziji i Oceaniji.

## Poveznice
- Bitka kod Troje

## Vanjske poveznice
- Općenito
  - Troja  Arhivirana inačica izvorne stranice od 2. listopada 2010. (Wayback Machine) na virtualnigrad.com
  - Troja[neaktivna poveznica] - turističke informacije
  - Troy on the Internet  Arhivirana inačica izvorne stranice od 14. svibnja 2008. (Wayback Machine) Obrazovna stranica Sveučilišta Cincinnati
- Arheologija
  - Projekt Troia - nove iskopine  Arhivirana inačica izvorne stranice od 19. svibnja 2005. (Wayback Machine)
    - digitalna rekonstrukcija grada  Arhivirana inačica izvorne stranice od 11. ožujka 2007. (Wayback Machine)
    - Grčka, rimska i bizantska lončarija iz Iliona (Troja)  Arhivirana inačica izvorne stranice od 7. lipnja 2011. (Wayback Machine)
    - Novčići iz Iliona (Troja)
- Mediji
  - The Age of Iron, epizoda serije "Ancient Worlds" autora Richarda Milesa, BBC 2 20. studenog 2001. trajanje 51:22 (engl.)
- Teorije
  - Đuro Vidmarović: Nova teorija o Troji. Igor Šipić / Tomislav Marijan Bilosnić: Ahilej u virovima vrtoloma. Ljubačka kosa u trojanskoj toponimiji (Troja, Mitovi, Legende i stvarnost), Zadar 2012., Hrvatsko kulturno vijeće, 14. srpnja 2013.